# Grez
Grez ist eine französische Gemeinde mit 264 Einwohnern (Stand 1. Januar 2022) im Département Oise in der Region Hauts-de-France. Die Gemeinde liegt im Arrondissement Beauvais und ist Teil der Communauté de communes de la Picardie Verte und des Kantons Grandvilliers.

## Geographie
Die 1832 von der Nachbargemeinde Le Hamel abgetrennte Gemeinde liegt rund fünf Kilometer südsüdöstlich von Grandvilliers. Sie wird von der Bahnstrecke von Le Tréport nach Beauvais berührt, ein Haltepunkt (Gare de Grez-Gaudechart) befindet sich unmittelbar außerhalb des Gemeindegebiets auf dem Territorium der Gemeinde Gaudechart.

## Einwohner
| 1962 | 1968 | 1975 | 1982 | 1990 | 1999 | 2006 | 2011 |
| ---- | ---- | ---- | ---- | ---- | ---- | ---- | ---- |
| 204  | 182  | 156  | 177  | 209  | 205  | 222  | 264  |

## Sehenswürdigkeiten
- Die Windmühle aus dem dritten Viertel des 17. Jahrhunderts, seit 2001 als Monument historique eingetragen.[1]